# バレット・オブ・ラヴ
『バレット・オブ・ラヴ』（原題:Charlie Countryman）は2013年に公開されたアメリカ合衆国・ルーマニア合作のドラマ映画である。監督はフレデリック・ボンド、主演はシャイア・ラブーフが務めた。本作はボンドの映画監督デビュー作である。
本作は日本国内で劇場公開されなかったが、2014年4月25日にDVDが発売された。

## 概略
イリノイ州シカゴ。チャーリー・カントリーマンは母親（ケイト）の死を看取った。悲しみに暮れるチャーリーが病院の廊下を歩いていると、そこにはケイトの幽霊がいた。チャーリーが自分のやるべきことは何かと尋ねると、ケイトは「ブカレストへ行きなさい」とだけ言って立ち去った。ブカレスト行きの飛行機の中で、チャーリーは隣に座っていた年配の男性（ヴィクトル）から話しかけられた。ほどなくして、ヴィクトルは急死してしまったが、チャーリーの前に幽霊として現れ「娘のガブリエラに届けてほしいものがある」と頼み込んできた。
空港に降り立ったチャーリーはすぐにガブリエラを見つけることができた。チャーリーはガブリエラに一目惚れしたが、プレゼントを渡すことしかできなかった。しかし、2人は偶然にも再会することになった。チャーリーはガブリエラを口説き落とそうとしたが、彼女にはナイジェルという夫がいることを知った。しかも、ナイジェルは凶悪な犯罪者だった。だが、チャーリーはそれでもガブリエラを諦めることができず、あの手この手でアプローチを試みたが、ついにはとんでもない事件に巻き込まれてしまう。

## キャスト
※()は日本語吹き替え。
- シャイア・ラブーフ - チャーリー・カントリーマン (内田夕夜)
- エヴァン・レイチェル・ウッド - ガブリエラ・イバネスク (小林沙苗)
- マッツ・ミケルセン - ナイジェル (木下浩之)
- ティル・シュヴァイガー - ダルコ (三宅健太)
- ルパート・グリント - カール (後藤ヒロキ)
- ジェームズ・バックリー - リュック
- イオン・カラミトル - ヴィクトル・イバネスク
- ヴィンセント・ドノフリオ - ビル
- メリッサ・レオ - ケイト・カントリーマン (品田美穂)
- アンドレイ・フィンティ - ベラ
- オーブリー・プラザ - アシュリー

その他の日本語吹き替え - 小田柿悠太、櫻井トオル、薮中亮平、竹本和正、衣鳩志野、佐々健太、吉田麻実、清水秀光、小柳良寛

## 製作
マット・ドレイクが執筆した本作の脚本は2007年にブラックリスト入りを果たしていた。2011年2月11日、映画『The Necessary Death Of Charlie Countryman』から当初起用が検討されていたシャイア・ラブーフが降板することになり、代役としてザック・エフロンが起用されたとの報道があった。3月14日、フレデリック・ボンドが本作の監督を務めることになったと報じられた。2012年1月、エフロンの降板を受けて、ラブーフが再度企画に復帰した。2月、エヴァン・レイチェル・ウッドとマッツ・ミケルセンの出演が決まった。4月、メリッサ・レオとティル・シュヴァイガーが本作に出演することになった。5月、オーブリー・プラザがキャスト入りした。
なお、本作には、主人公がドラッグを服用してハイになるシーンがあるが、そのシーンを撮影するに当たって、ラブーフは実際にドラッグを服用したのだという。

### 音楽
2012年4月24日、モービーが本作で使用される楽曲を手掛けるとの報道があった。しかし、モービーは後に降板することになり、クリストフ・ベックとデッドモノが本作で使用される楽曲を作曲した。2014年2月14日、サイケデリック・レコーズが本作のサウンドトラックを発売した。

## 公開・興行収入
2012年5月16日、本作の劇中写真が初めて公開された。2013年1月21日、本作はサンダンス映画祭でプレミア上映された。2月9日、第63回ベルリン国際映画祭で本作の上映が行われた。6月10日、ミレニアム・エンターテインメントが本作の全米配給権を獲得したと報じられた。その際、本作のタイトルは『The Necessary Death Of Charlie Countryman』から『Charlie Countryman』に変更された。10月9日、本作のオフィシャル・トレイラーが公開された。11月15日、本作は全米15館で限定公開され、公開初週末に7973ドル（1館当たり531ドル）を稼ぎ出し、週末興行収入ランキング初登場72位となった。
なお、MPAAは本作をR指定とするに当たり、チャーリーがガブリエラにオーラルセックスをするシーンを削除するよう求めた。これに対し、ガブリエラを演じたウッドは「私はMPAAに対する失望を皆様と共有したいと思います。MPAAはまたしても女性の性的快楽に検閲が必要だと判断しました」「『男性が女性にオーラルセックスをするシーンを見れば、観客は不快になるだろう』などと考えた人がいたために、主人公2人が愛を育むシーンが別のシーンに置き換えられました。その一方で、登場人物が首を切り落とされるシーンは問題なしとされ、修正されないまま劇場で公開されます」と批判した。

## 評価
本作に対する批評家の評価は芳しいものではない。映画批評集積サイトのRotten Tomatoesには66件のレビューがあり、批評家支持率は27%、平均点は10点満点で3.93点となっている。サイト側による批評家の見解の要約は「シャイア・ラブーフは主人公を見事に演じきっている。しかし、彼の努力を以てしても、『バレット・オブ・ラヴ』の掘り下げの足りない脚本と詰め込みすぎの演出という欠点は相殺できなかった。」となっている。また、Metacriticには20件のレビューがあり、加重平均値は31/100となっている。